# Aeolesthes aurosignatus
Aeolesthes aurosignatus är en skalbaggsart som beskrevs av Maurice Pic 1915. Aeolesthes aurosignatus ingår i släktet Aeolesthes och familjen långhorningar. Inga underarter finns listade i Catalogue of Life.